# Diosaccus spinatus
Diosaccus spinatus är en kräftdjursart som beskrevs av Campbell 1929. Diosaccus spinatus ingår i släktet Diosaccus och familjen Diosaccidae. Inga underarter finns listade i Catalogue of Life.